# Pau Miquel
Pau Miquel Delgado (Sant Quirze del Vallès, 20 augustus 2000) is een Spaanse wielrenner die vanaf 2022 als beroepsrenner voor Equipo Kern Pharma uitkomt. Hiervoor kwam hij al vanaf 1 augustus 2021 als stagiair uit voor Equipo Kern Pharma. In 2022 reed Miquel met de Ronde van Spanje zijn eerste grote ronde. Door een besmetting met COVID-19 verliet de Spanjaard na de tiende etappe voortijdig de wedstrijd.

## Overwinningen
2021
Memorial Valenciaga
WHIM-Memorial Momparler

## Resultaten in voornaamste wedstrijden
| Jaar | Ronde van Italië | Ronde van Frankrijk | Ronde van Spanje |
| ---- | ---------------- | ------------------- | ---------------- |
| 2021 |                  |                     |                  |
| 2022 |                  |                     | opgave           |
| 2023 |                  |                     |                  |
| 2024 |                  |                     | 58e              |

| Jaar | Luik-Bast.‑Luik | Clásica San Sebastián | Parijs-Tours |
| ---- | --------------- | --------------------- | ------------ |
| 2021 |                 |                       | 103e         |
| 2022 | 63e             | 47e                   |              |
| 2023 | 99e             | 51e                   | 43e          |
| 2024 |                 | 37e                   | 63e          |

## Ploegen
- 2021 –  Equipo Kern Pharma (stagiair vanaf 1-8)
- 2022 –  Equipo Kern Pharma
- 2023 –  Equipo Kern Pharma
- 2024 –  Equipo Kern Pharma
- 2025 –  Equipo Kern Pharma

Adrià · Agirre · Araiz · Arrieta · Berrade · Carboni (vanaf 9/9) · Carretero · J. Castrillo · Cobo · Galván · C. García Pierna · R. García Pierna · Jaime · D. Lopez · J. López · Marquez · Mendez · Miquel · Moreno · Novikov · Parra · Řepa · Ruiz · Sánchez · van der Tuuk · P. Castrillo (stagiair) · Fernandez (stagiair) · Retegi (stagiair)
Adrià · Agirre · Arrieta · Berrade · Carboni · Carretero · Castrillo · Cobo · Elosegui · Galván · C. García Pierna · R. García Pierna · Jaime · López · Marquez · Miquel · Parra · Řepa (tot 2/5) · Retegi · Ruiz · Sánchez · van der Tuuk · Aznar (stagiair) · Carrascosa (stagiair) · Dorenbos (stagiair)
Agirre · H. Aznar · U. Aznar · Berrade · Brustenga · Castrillo · Cobo · Elosegui · Fernández · Galván · García Pierna · Gutiérrez · Iribar · Jaime · López · Marquez · Miquel · Parra · Retegi · Ruiz · Sánchez · Soto · Uriarte · van der Tuuk · Azanza (stagiair) · Carrascosa (stagiair) · Etxeberria (stagiair)